# Шифер

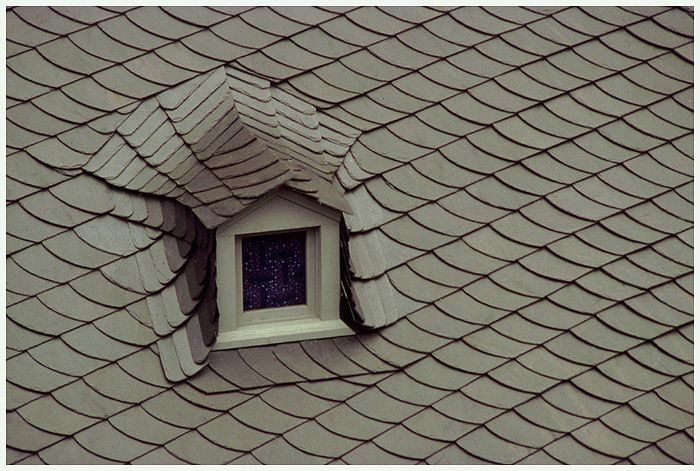
Шиферная крыша

Шифер (от нем. Schiefer — сланец) — строительный материал, плоские или волнистые плиты небольших размеров. Обычно под шифером подразумевается цемент, армированный волокнистым материалом, таким как асбест, целлюлоза, базальтовое волокно и другие. Сейчас шифером иногда называют любые строительные материалы волнистого профиля, поэтому говорят, например, «металлический шифер». Шифер используют для покрытия крыш, строительства стен хозяйственных помещений и в других целях.

## История

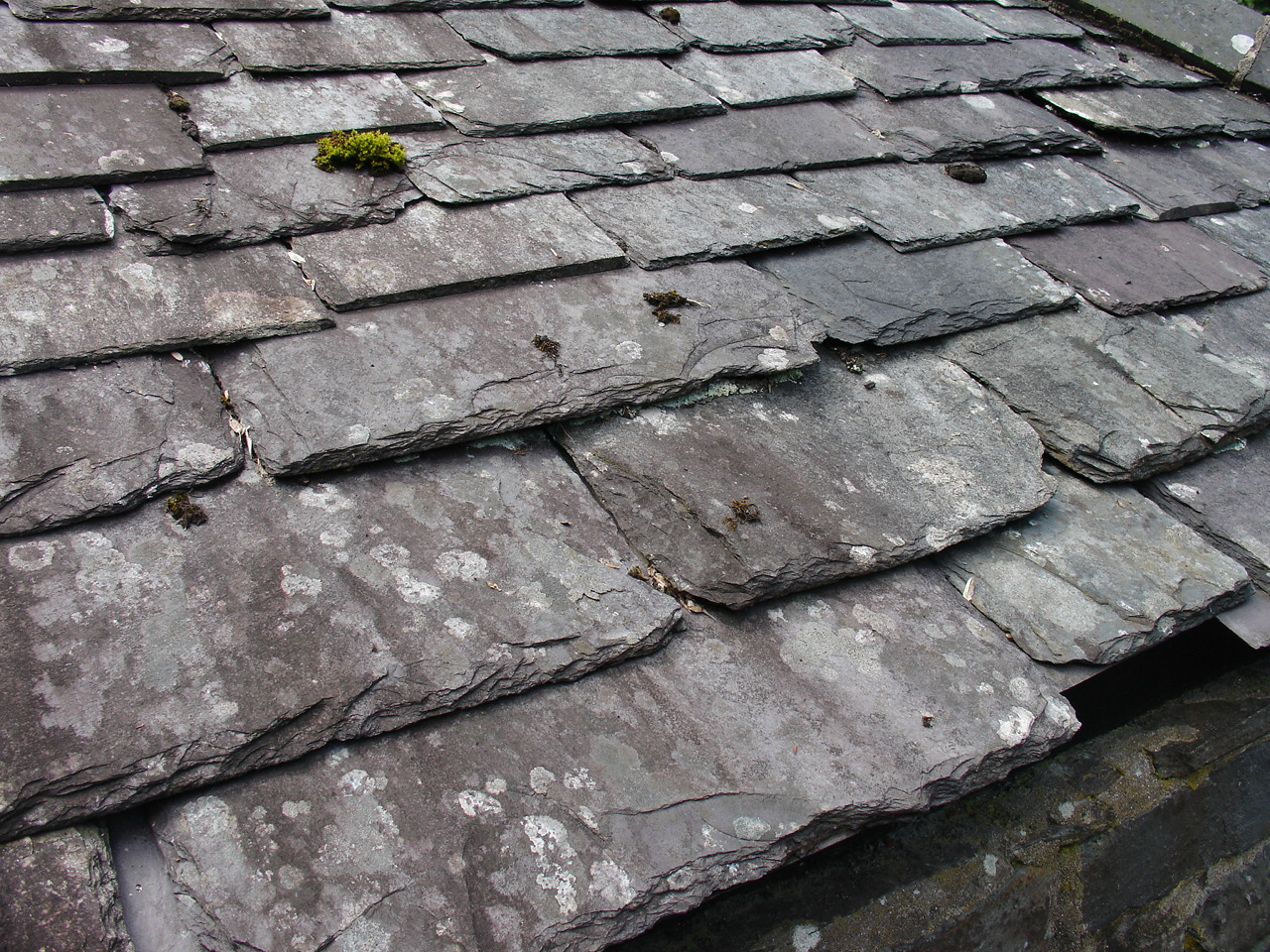
Крыша, покрытая глинистым сланцем

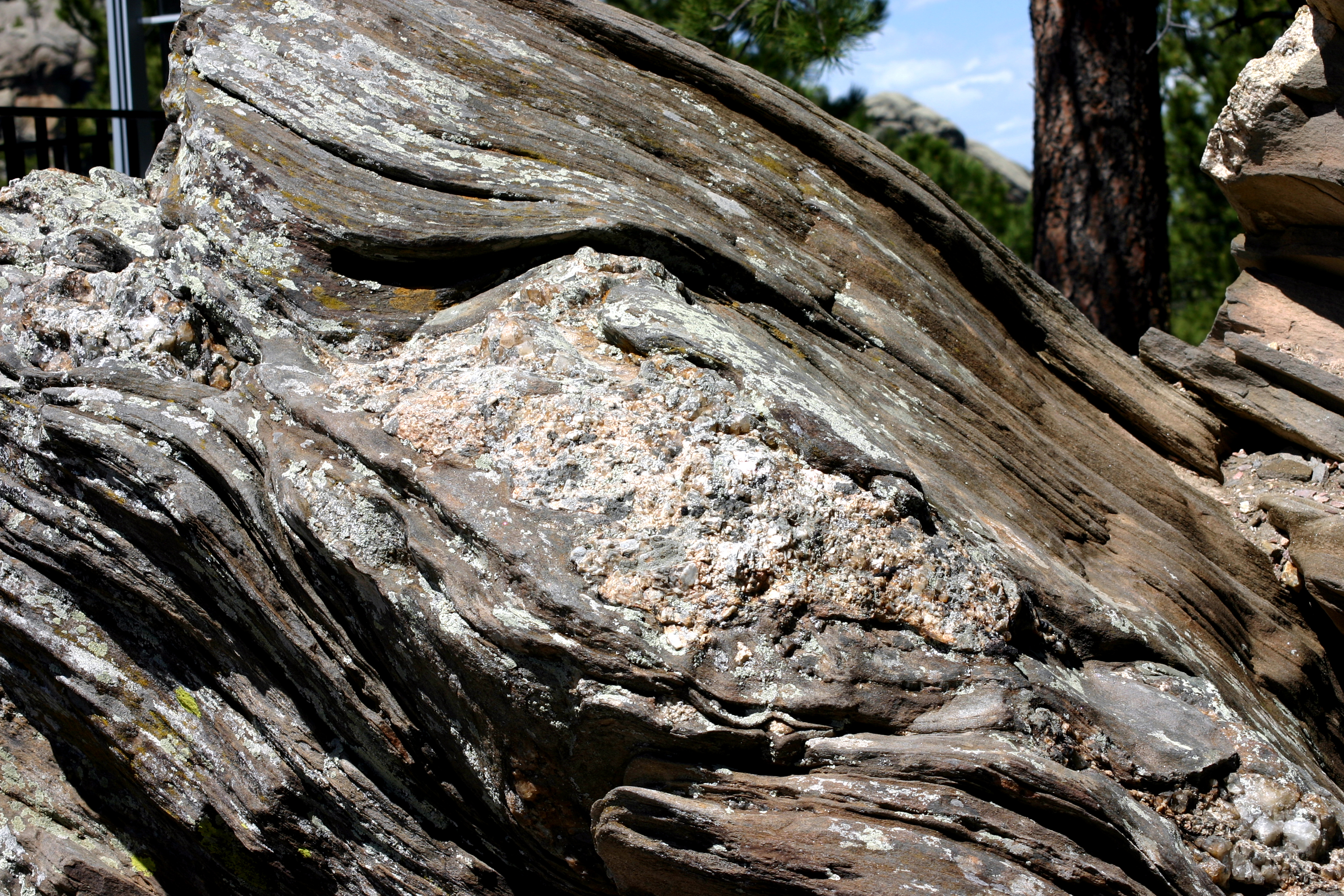
Выветривание скальных пород делает тонкослойное расщепление хорошо видимым и удобным для раскалывания на сланцевые пластины (шифер)

До XX века шифером называли глинистые сланцы. Это слово является немецким названием этого минерала. Благодаря своей слоистой структуре, сланцы легко разделялись на отдельные плитки, которые было удобно использовать для строительных работ. В США крыши, укрытые сланцами, известны с 1730-х годов, а настоящий бум использования этого материала пришёлся на конец XIX и начало XX веков.
В 1900 году австрийский изобретатель Людвиг Гатчек изобрёл материал, которому он дал название «этернит» (от латинского «вечный»), который сейчас известен под названием асбестоцемент. Уже через несколько лет Гатчек получил госзаказ на покрытие крыш для нескольких железнодорожных вокзалов. Первый завод по производству этернита был построен в городе Фёклабрукк (Австрия). Технология позволяла легко формировать продукцию разнообразной формы. В 1907 году Гатчек начал производство в США, где новый материал быстро завоевал популярность.
В течение последующих десятилетий технология распространилась по всему миру и под разными торговыми марками, такими как «Fibro» и «Super six». В 1930-х годах стали активно использоваться большие плоские и волнистые листы (эти формы популярны и сейчас). Волны на поверхности шифера увеличивают его жёсткость (подобным гофрокартону образом) и улучшают контакт листов между собой.
В то же время начали появляться данные о канцерогенности асбеста, что привело к уменьшению его использования во всех отраслях, в том числе и в производстве шифера, поэтому с 1980-х годов вместо асбеста в нём сейчас используются другие волокнистые материалы, такие как целлюлоза. Впрочем, в СССР (а позднее в России и Украине) асбест не считался достаточно вредным для того, чтобы прекратить его производство и использование, поэтому в течение всего XX века производство шифера из асбеста в СССР и странах, образовавшихся после его распада, не прекращалось. Так, в 2003 году на Россию приходилось 20 % мирового потребления асбеста, на Украину и Казахстан — по 8 %.

## Виды шифера

### Асбестоцементный шифер

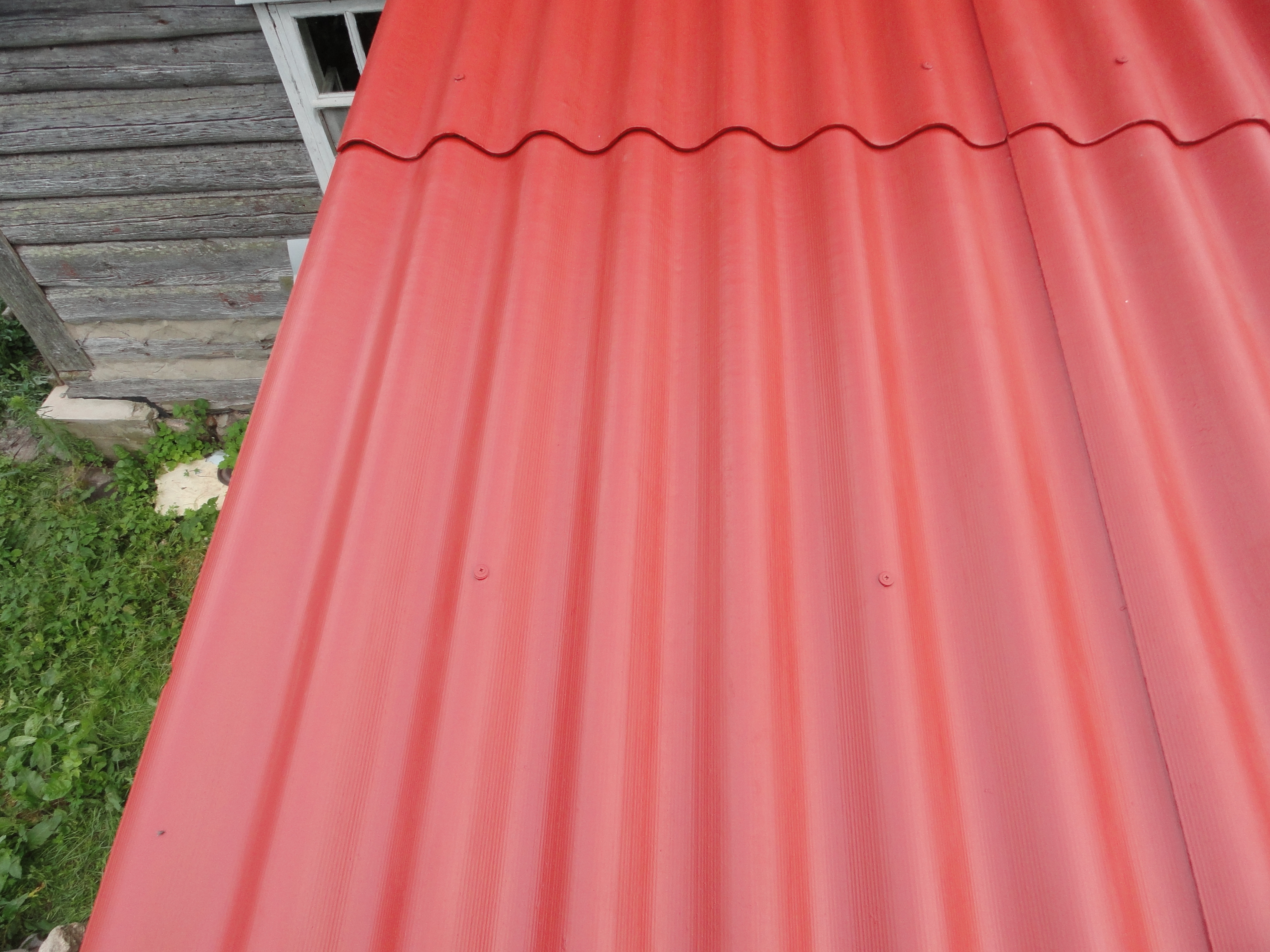
Кровля из окрашенного хризотил-цементного шифера, Беларусь

#### Изготовление
Для изготовления асбестоцемента используется специальная марка портландцемента, асбест и вода. Природный асбест перед использованием дополнительно разрыхляют сухим, полусухим и мокрым способами. После смешивания вода из суспензии удаляется механическим отжимом, вакуумным обезвоживанием и другими способами, после чего изделия подвергаются гидротермальной обработке при температуре 50—70 °C. Конечное изделие состоит из асбеста на 13—17 %. Иногда в смесь добавляют кварцевый песок.

#### Свойства
Плотность изделий из асбестоцемента составляет от 1400 до 2100 кг/м3, предел прочности на сжатие — 40—60 МПа, на растяжение — 8—15 МПа. Такой шифер сможет выдержать от 25 до 50 циклов замораживания-оттаивания.
Главные минусы шифера этого типа — высокая хрупкость, способность к деформации, а также канцерогенность шифера содержащего амфиболовый асбест (на территории бывшего СССР применяется другой вид асбеста — хризотиловый).

#### Влияние на здоровье
Амфиболовый асбест, содержащийся в шифере, при попадании в лёгкие при дыхании может вызвать рак, из-за чего любые изделия из асбеста запрещены или его использования сильно ограничено в большинстве развитых стран. Целые изделия из шифера являются относительно безопасными, однако из-за износа, со временем асбест начинает высвобождаться. Исследования показывают, что больший риск несут волнистые шиферные панели. Покраска шиферных поверхностей уменьшает выделение асбеста. У шифера, производимого из хризотилового асбеста (в основном на территории бывшего СССР) прямая связь с возникновением рака исследована недостаточно.

### Битумный шифер
Битумный шифер (также известный под названиями ондулин или еврошифер) — изобретённый в 1944 году материал на основе целлюлозы или стекловолокна. В процессе изготовления на основание наносится битумная пропитка, красочный или полимерный слой. Форма профиля данных кровельных покрытий и методы укладки мало отличаются от классического асбестового материала, но по сравнению с ним битумные листы гораздо легче и более прочные. При соблюдении правил монтажа битумно-волокнистые листы выдерживают сильные ветровые (55 м/с) и снежные (960 кг/м2) нагрузки. Кроме этого, такое покрытие имеет хорошую звукоизоляцию.
Главный минус битумного шифера — высокая пожароопасность. Его температура воспламенения составляет всего 250—300 °C, что снижает сферу его использования.

### Пластиковый шифер
Для светопрозрачных кровель используются пластиковые волнистые плиты, иногда называют «пластиковым шифером». Этот материал имеет очень малый вес, хорошую водостойкость, низкую теплопроводность и лёгкость в обработке и транспортировке (может быть достаточно гибким, чтобы сворачивать его в рулоны). Его недостатки — высокая пожароопасность и очень малый срок использования — до 15 лет. Иногда пластиковый шифер может, подобно обычному шиферу, армироваться стекловолокном, что повышает его прочность и время использования.

### Другие
Другие типы:
- Натуральный шифер, также природный или сланцевый шифер, — плитки, получаемые раскалыванием слоистых горных пород сланцев. Обработанные таким образом сланцы служат кровельным материалом для крыш.
- Фиброцементный шифер — безасбестные листы с армирующими волокнами из целлюлозы и минеральными наполнителями для пластичности.
- Полимерпесчаный шифер — разновидность кровельных материалов, аналог асбестоцементного шифера, где вместо цемента используются полимеры и песок.
- Поликарбонатный шифер — разновидность кровельных материалов из поликарбонатов, обычно прозрачные или полупрозрачные цветные листы.
- Композитный шифер, или керамопласт — разновидность кровельных материалов из композитных материалов.

## Обозначение
Для волнистого шифера существует специальная система обозначений, по которой можно определить его форму. Такой шифер обозначается двумя числами, первое из которых указывает на высоту, а второе — на шаг волны в миллиметрах. Самыми популярными форм-факторами являются 40/150 и 54/200.